# Afrikaspiele 2019/Leichtathletik – 4 × 100 m der Männer
Die 4-mal-100-Meter-Staffel der Männer bei den Afrikaspielen 2019 fand am 27. und 28. August im Stade Moulay Abdallah in Rabat statt.
12 Mannschaften nahmen an dem Wettbewerb teil. Die Goldmedaille gewann Ghana mit 38,30 s, was auch ein neuer Rekord der Afrikaspiele war, Silber ging an Nigeria mit 38,59 s und die Bronzemedaille gewann Südafrika mit 38,80 s.

## Rekorde
| Weltrekord        | Jamaika Nesta Carter, Michael Frater Yohan Blake, Usain Bolt       | 36,84 s | Olympische Spiele in London, Vereinigtes Königreich | 11. August 2012    |
| Rekord der Spiele | Nigeria Ria Fourie, Daniel Effiong Chinedu Oriala, Innocent Asonze | 38,56 s | Afrikaspiele in Johannesburg, Südafrika             | 16. September 1999 |

## Halbfinale
Aus den zwei Halbfinalläufen qualifizieren sich die jeweils drei Ersten jedes Laufes – hellblau unterlegt – und zusätzlich die zwei Zeitschnellsten – hellgrün unterlegt – für das Finale.

### Lauf 1
27. August 2019, 19:06 Uhr
| Platz | Bahn | Land       | Athleten                                                                  | Zeit (s) |
| ----- | ---- | ---------- | ------------------------------------------------------------------------- | -------- |
| 1     | 3    | Nigeria    | Ogho-Oghene Egwero Divine Oduduru Emmanuel Arowolo Seye Ogunlewe          | 39,15    |
| 2     | 8    | Gambia     | Sengan Jobe Modau Lamin Bah Alieu Joof Ebrima Camara                      | 39,49    |
| 3     | 7    | Botswana   | Karabo Mothibi Yateya Kambepera Leaname Maotoanong Kemorena Tisang        | 39,91    |
| 4     | 5    | Mauritius  | Noa Bibi Jeremy Cotte Jeremie Lararaudeuse Elie Jonathan Denis Bardottier | 40,44    |
| 5     | 2    | Kenia      | Mark Odhiambo Mike Mokamba Abel Kipsang Nicholas Kiplangat Kipkoech       | 41,28    |
|       | 4    | Seychellen |                                                                           | DNS      |
|       | 6    | Senegal    |                                                                           | DNS      |

### Lauf 2
27. August 2019, 19:16 Uhr
| Platz | Bahn | Land           | Athleten                                                                  | Zeit (s) |
| ----- | ---- | -------------- | ------------------------------------------------------------------------- | -------- |
| 1     | 3    | Ghana          | Sean Safo-Antwi Benjamin Azamati Martin Owusu-Antwi Joseph Paul Amoah     | 38,80    |
| 2     | 8    | Südafrika      | Henricho Bruintjies Anaso Jobodwana Derrick Mokaleng Chederick van Wyk    | 39,76    |
| 3     | 4    | Elfenbeinküste | Gnamien Nehemie N'Goran Adzeu Yapo Jacky Ibrahim Diomande Arthur Cissé    | 39,97    |
| 4     | 5    | Kamerun        | Jean Tarcisius Batamboc Mayoumendam Zounedou Emmanuel Eseme ?             | 40,01    |
| 5     | 1    | Simbabwe       | Kundai Maguranyanga Tatenda Tsumba Rodwell Ndlovu Ngoni Makusha           | 40,14    |
| 6     | 7    | Namibia        | Kamuaruuma Sydney Gilbert Hainuca Chenoult Lionel Coetzee Dantago Gurirab | 41,03    |
| 7     | 6    | Äthiopien      | Abdusetar Kemal Kereta Tewodiros Atinafu Geramo Nathan Abebe Btrhmu Henok | 42,09    |
| 8     | 2    | Uganda         |                                                                           | DNS      |

## Finale
28. August 2019, 19:09 Uhr
| Platz | Bahn | Land           | Athleten                                                                                      | Zeit (s) |
| ----- | ---- | -------------- | --------------------------------------------------------------------------------------------- | -------- |
|       | 6    | Ghana          | Sean Safo-Antwi Benjamin Azamati Martin Owusu-Antwi Joseph Paul Amoah                         | 38,30 GR |
|       | 4    | Nigeria        | Raymond Ekevwo Divine Oduduru Emmanuel Arowolo Usheoritse Itsekiri                            | 38,59    |
|       | 5    | Südafrika      | Henricho Bruintjies Anaso Jobodwana Thando Dlodlo Chederick van Wyk                           | 38,80    |
| 4     | 3    | Gambia         | Sengan Jobe Momodou Sey Alieu Joof Ebrima Camara                                              | 39,44    |
| 5     | 8    | Botswana       | Karabo Mothibi Yateya Kambepera Keene Charles Motukisi Zibane Ngozi                           | 39,52    |
| 6     | 1    | Simbabwe       | Dickson Kamungeremu Tatenda Tsumba Kundai Maguranyanga Ngoni Makusha                          | 39,82    |
| 7     | 2    | Kamerun        | Jean Tarcisius Batamboc Aboubakar Tetnap Nsangou Mayoumendam Zounedou Raphael Ngague Mberlina | 40,12    |
| 8     | 7    | Elfenbeinküste | Gnamien Nehemie N'Goran Adzeu Yapo Jacky Mohamed Lamoni Drabo Ibrahim Diomande                | 40,51    |